# Chora (Patmos)
Chora of Chorá (Grieks: Χώρα) is de hoofdstad van het Griekse eiland en de gemeente Patmos. De stad is ontstaan rond het Johannietenklooster en wordt gezien als een van de best bewaarde middeleeuwse steden in de Egeïsche Zee. De stad staat op de Unesco Werelderfgoedlijst.
Chora telt 541 inwoners (2011).

## Geografie
Chora ligt ten zuiden van de grootste stad van het eiland, Skala.

## Geschiedenis
Het stadje is ontstaan doordat de ambachtslieden en kunstenaars, die meewerkten aan de bouw van het klooster, zich hier met hun families kwamen vestigen, om bescherming te zoeken tegen de nooit aflatende dreiging van de zeerovers.
Er staan meerdere kerken uit de 15e en 17e eeuw in de stad. De fortificatie van de stad wordt gevormd door de muren van de binnentuinen en het klooster op de heuvels.
- Library of Congress Control Number: n80046343
- Nationale Bibliotheek van Israël: 987007564318705171
- Virtual International Authority File: 129820968
- WorldCat: E39PBJgCKRpHqc3WH877JRmrv3